# 伊甚稚子
伊甚稚子（いじみ の わくご、生没年不詳）は、古墳時代の上総国の豪族。伊甚国造でカバネは直。

## 概要
『日本書紀』安閑天皇元年（534年）4月1日条によると、内膳卿膳臣大麻呂に珠（真珠）を求められたが、京に詣でるのが遅れ、期日までに珠を献上することもできなかった。このため怒った膳臣大麻呂に捕らえられて尋問され、恐れて春日皇后の寝所に逃げ込んだ。これが皇后を驚かすはめになり、みだりに後宮に入った闌入罪も加わり罪科は重大であった。稚子らは贖罪を請い、春日皇后に伊甚屯倉を献上したという。
なお、当時は男の名前に「子」が付くことは、特にめずらしいことではなかった（例：中臣鎌子、蘇我馬子、小野妹子など）。